# Euchlaena minoraria
Euchlaena minoraria là một loài bướm đêm trong họ Geometridae.